# Merciless
Pour le groupe français, voir Mercyless
Merciless est un groupe suédois de death et thrash metal, originaire de Strängnäs. Formé en 1986, Merciless compte un total de quatre albums studio, The Awakening (1990), The Treasures Within (1992), Unbound (1994), et Merciless (2002).

## Historique
Le groupe est formé en 1986 à Strängnäs, en Suède, par le guitariste Erik Wallin, le bassiste Fredrik Karlén et le batteur Stefan Carlsson. Le chanteur Kåle vient par la suite compléter la formation. Ils commencent donc à jouer un metal fortement influencé par le Thrash metal du début des années 1980, comme Kreator, Sodom, Destruction et Bathory. À l'origine, le groupe s'appelait Obsessed, puis il changea de nom pour Black Mass, puis fut choisi le nom de Merciless au début de l'année 1987.
Leur première démo, Behind the Black Door, est enregistrée en juillet 1987, et publiée la même année. Peu après sa sortie, le chanteur Kåle quitte le groupe. Il est alors remplacé par Roger « Rogga » Pettersson. ils enregistrent puis sortent la démo Realm of the Dark en juin 1988. Cette démo attire alors l'attention du label Deathlike Silence Productions, dirigé par Euronymous, du groupe de black metal norvégien Mayhem. Ils signent alors un contrat avec le label, et y sortent leur premier album studio, The Awakening, en juin 1990.
Leur deuxième album studio, The Treasures Within, est enregistré en juin et juillet de l'année 1991. Cependant, il ne sortira qu'en 1992, dû au changement de label. Cette longue attente dans la sortie de l'album a provoqué le départ du batteur Stefan Carlsson. Il est remplacé par Peter Stjärnvind. En 1993, après une tournée en Scandinavie, le groupe enregistre son troisième album studio avec le musicien Dan Swanö. L'album sortira en 1994 sous le label No Fashion Records. En 1999, leur premier album est ré-édité sous le label Osmose Productions.
En 2002, le groupe part en studios pour enregistrer leur quatrième et dernier album, qu'ils ont sobrement appelés Merciless. leur concert en août 2003 à Stockholm est enregistré pour un DVD intitulé Live Obsession. Both Erik Wallin et Stipen se joindront ensuite au groupe Harms Way. En 2004, le batteur Stefan Carlsson réintègre le groupe, après douze années d'absence.
Le 24 août 2016, l'éditeur Bazillion Points baptise Merciless comme groupe de metal suédois de la semaine.
Les 27 et 28 octobre 2016, le groupe participe au Close-Up Baten avec des groupes comme Entombed.

## Membres

### Membres actuels
- Roger « Rogga » Pettersson - chant (depuis 1988)
- Erik Wallin - guitare (depuis 1986)
- Fredrik Karlén - basse (depuis 1986)
- Stefan « Stipen » Carlsson - batterie (1986-1992, depuis 2004)

### Anciens membres
- Kåle - chant (1986-1988)
- Peter Stjärnvind - batterie (1992-2004)

## Discographie
- 1987 : Behind the Black Door (démo)
- 1988 : Realm of the Dark (démo)
- 1990 : The Awakening
- 1991 : Merciless/Comecon (split)
- 1992 : The Treasures Within
- 1994 : Unbound
- 2002 : Merciless
- 2003 : Live Obsession (DVD)